# حصن دورستيد

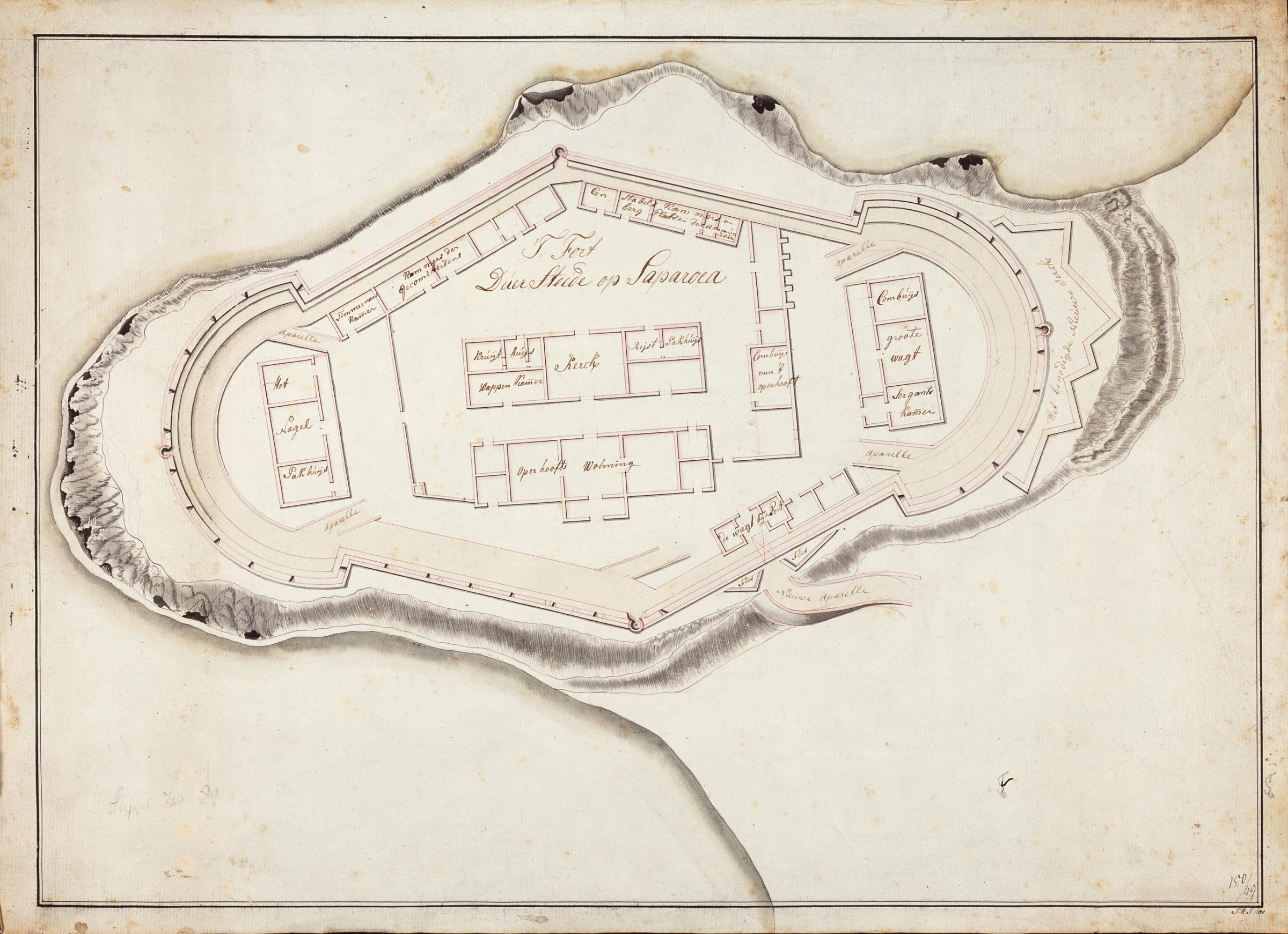
خريطة هولندية للحصن, circa 1700.

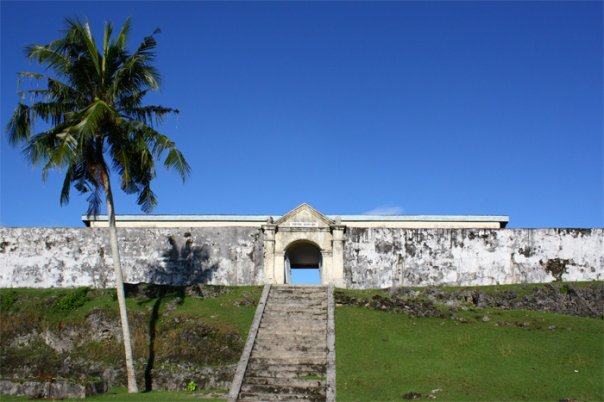
مدخل الحصن.

هو حصن هولندي يعود للقرن 17 في جزيرة ساباروا إندونيسيا. الحصن في الأصل لحماية ساباروا. وهناك مرسى جيد بالقرب من هذا الحصن. الحصن مفتوح للجمهور وقد رُمم ترميما جيدا.